# Drymaria auriculipetala
Drymaria auriculipetala är en nejlikväxtart som beskrevs av Johannes Mattfeld. Drymaria auriculipetala ingår i släktet Drymaria och familjen nejlikväxter. Inga underarter finns listade i Catalogue of Life.